# 헤이와다이 야구장
헤이와다이 야구장(平和台野球場)는 1949년 개장해 1997년 폐장한 일본의 야구장이다. 수용인원은 34000명이며 좌우 92m, 중앙펜스까지 122m였다. 니시테쓰 클리퍼스(1950)+니시테쓰 라이온스(1951~1972)+다이헤이요 클럽 라이온스(1973~1976)+크라운라이터 라이온스(1977~1978)와 후쿠오카 다이에 호크스(1989 ~ 1992)의 홈구장이였다.